# Oliver
Oliver er et drengenavn. Omkring 14.683 danskere bærer i 2014 navnet Oliver ifølge Danmarks Statistik.
Navnet anvendes også som efternavn.

## Kendte personer med navnet

### Fornavn
- Oliver Bierhoff, tysk fodboldspiller.
- Oliver Bjerrehus, dansk model.
- Oliver Cromwell, engelsk militær- og statsmand.
- Oliver Hardy, amerikansk skuespiller.
- Oliver Hart, engelsk speedwaykører.
- Oliver Hart, britisk økonom.
- Oliver O. Howard, amerikansk karriereofficer.
- Oliver Kahn, tysk fodboldmålmand.
- Oliver Mols, dansk snookerspiller.
- Oliver Neuville, tysk fodboldlandsholdsspiler.
- Oliver Riedel, tysk bassist.
- Oliver Roggisch, tysk håndboldspiller.
- Oliver Shanti, tysk musiker.
- Oliver Stilling, dansk journalist.
- Oliver Stone, amerikansk filminstruktør og manuskriptforfatter.
- Oliver Tambo, sydafrikansk politiker.
- Oliver Weers, tysk-engelsk vokalist.
- Oliver Chambuso, dansk rapartist.
- Oliver Gammelgaard Nielsen, dansk rapartist og producer.

### Efternavn
- Jamie Oliver, britisk tv-kok og studievært.

## Navnet anvendt i fiktion
- Oliver Twist, fiktiv person.